# Piotr Nowotniak
Piotr Nowotniak (ur. 1972 w Warszawie) – polski urzędnik i dyplomata, konsul generalny w Manchesterze (2008–2012), Szanghaju (2014–2018) i Kantonie (od 2022).

## Życiorys
W 1997 ukończył studia na Wydziale Prawa i Administracji Uniwersytetu Warszawskiego. W lipcu 1995 uzyskał tytuł Master of Business Administration na Europejskim Uniwersytecie w Antwerpii. W 2006 został urzędnikiem mianowanym służby cywilnej.
Od 1998 związany z Ministerstwem Spraw Zagranicznych, gdzie pracował początkowo w Departamencie Prawno-Traktatowym oraz Biurze Dyrektora Generalnego. W latach 2001–2005 pracował w wydziale konsularnym ambasady RP w Pradze. Od kwietnia 2007 do maja 2008 był członkiem Wyższej Komisji Dyscyplinarnej Służby Cywilnej. W latach 2008–2012 pełnił funkcję konsula generalnego RP nowo otwartej placówki w Manchesterze. 23 sierpnia 2014 rozpoczął misję konsula generalnego w Szanghaju; zakończył w 2018. Następnie pracował w Departamencie Współpracy z Polonią i Polakami za Granicą MSZ. Od grudnia 2022 konsul generalny RP w Kantonie.
Żonaty, ma dwie córki Zuzannę i Marię. Zna język angielski i czeski.